# 「ル・マン」耐久グランドツーリングカー

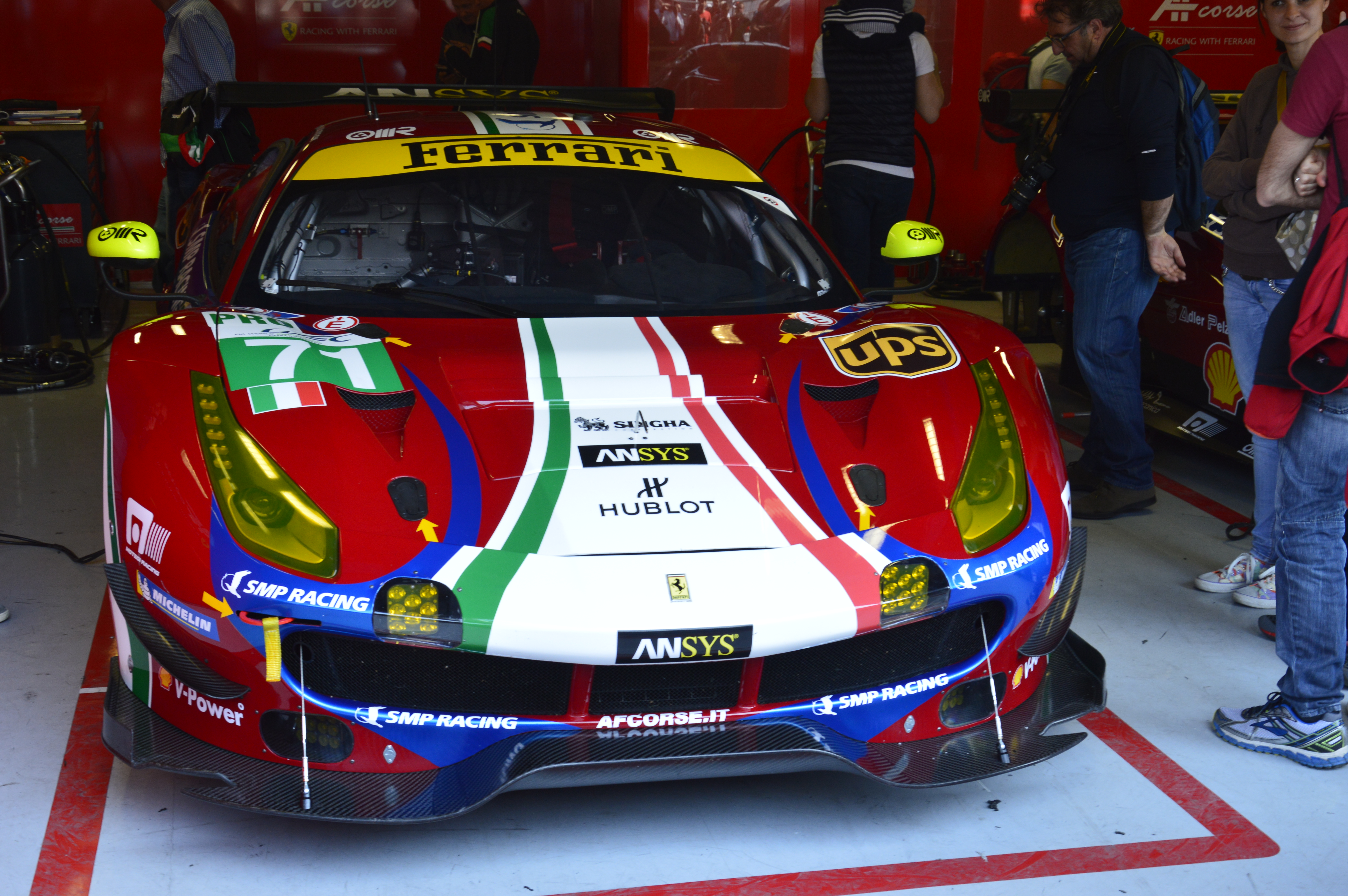
フェラーリ・488 GTE（2017年）

「ル・マン」耐久グランドツーリングカー (ル・マンたいきゅうグランドツーリングカー、仏: "Le Mans" Grand Tourisme Endurance, "LM" GTE, LMGTE) とは、国際自動車連盟がFIA 世界耐久選手権向けに特別分類しているグランドツーリングカーである。

## 概要

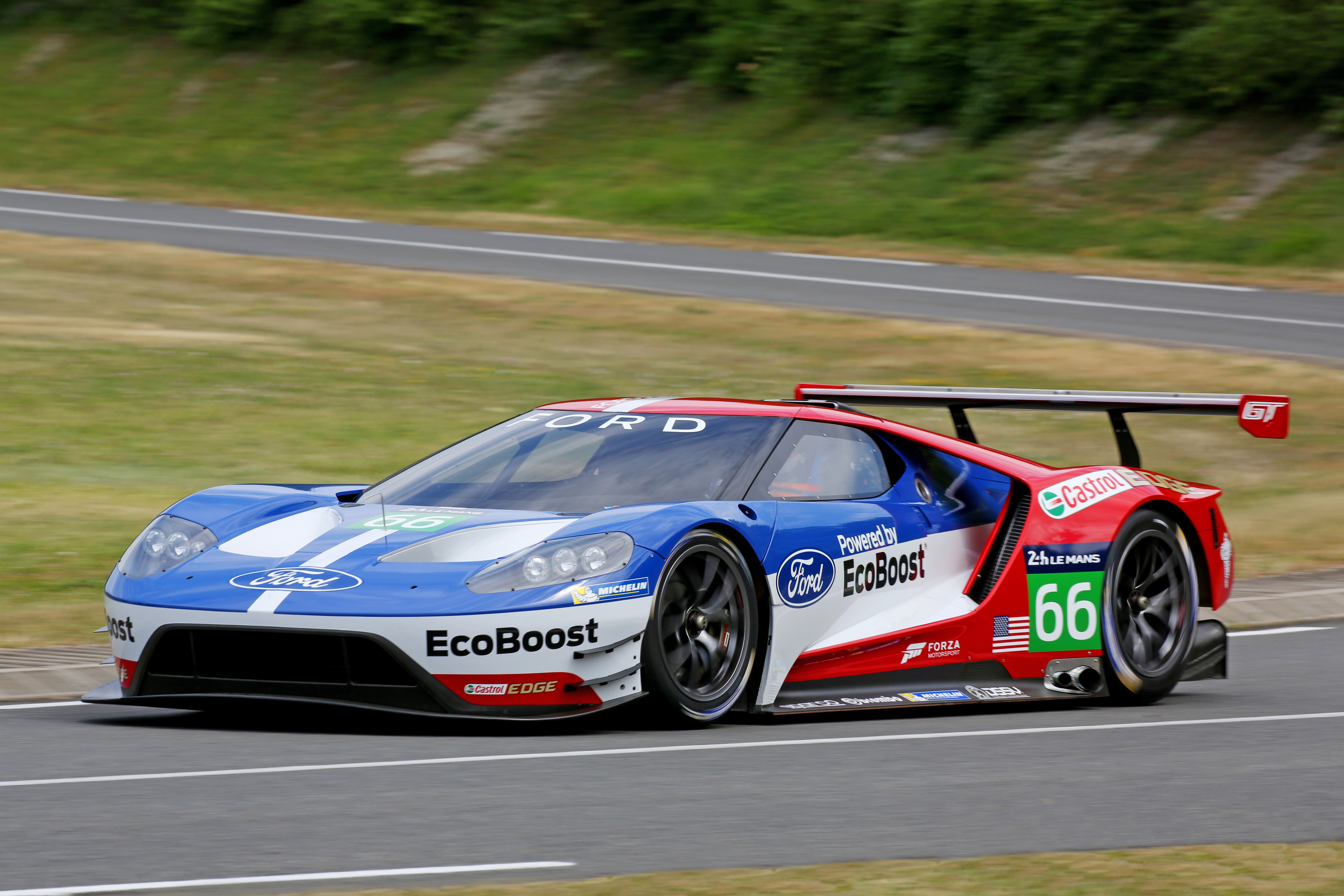
フォード・GT（2016年）

グループGT2が2011年に耐久レース用規定に発展して誕生した。国際モータースポーツ競技規則 (国際スポーツ法典) の付則J項ではグループE (フリーフォーミュラ・レーシングカー群) 部門IIのSCに属するGT型車両とされる。
グループGT3同様性能調整を用いるが、FIA/ACOの裁量に不満が多かったため、2016年から性能調整決定から人間性を排したアルゴリズムを用いている（計算式などは非公表）。
ベース車両となる市販車は2シーターあるいは2×2シーターのクーペで、大規模メーカーの場合は連続する12か月間で200台、小規模メーカーは25台の生産が必要。しかしフォードGTのように、FIA/ACOの許可を得られれば市販車の生産前にホモロゲーションを取得することも可能である。エンジンの排気量は自然吸気は5500cc、過給器付きは4000ccまでとなっているが、7.9Lエンジンを使用したSRTバイパーGTS-Rは特別調整の上で認可されている。
GT3との最大の違いはTCSやABSのような電子デバイスが禁止されている点で、自らのアクセル・ブレーキの技術が試される点に魅力を感じるアマチュアドライバーもいた。
かつてACOはグループGT3との統合をSROにもちかけたが結局破談となり、空力開発の自由度を上げることでGT3との差別化をする形で決着した。これにより、大型のディフューザーを備えたLM-GTE車両が登場するようになった。
WECではLMP1の高コスト化やGT3人気の後押しもあって多数のマニュファクチャラーの参入を見せており、2017年からLM-GTEプロクラスがワールドカップから世界選手権へと格上げされた。一方でアマチュアにはGT3ほどの人気は無く、WECの姉妹カテゴリであるアジアン・ル・マン・シリーズではLM-GTE車両は採用されていなかった。
その後参戦メーカー数が減少に転じ、2021年時点で参戦を継続しているメーカーがポルシェとフェラーリの2社のみとなってしまったことなどから、ACOでは2023年をもってLM-GTEを廃止することを決定した。また前述の2社も、ル・マン・ハイパーカー（LMH）もしくはLMDhクラスへの参戦準備との兼ね合いで、2022年でLM-GTEでのワークス活動を終了するとしており、最終年はワークス不在のシーズンとなる。

## 歴史
- 2011年 - グループGT2の発展として誕生。
- 2014年 - グループGT3との統合を図るも頓挫。
- 2016年 - リアオーバーハングの空力開発を大幅に緩和。
- 2017年 - マニュファクチャラー増加に伴い、WECのLM-GTEプロクラスがワールドカップから世界選手権に格上げされる。
- 2021年1月 - ウェザーテック・スポーツカー選手権を運営するIMSAは2022年シーズンにGTデイトナPro（GTD Pro）クラスを新たに導入することを発表した。FIA-GT3マシンで争われるこのクラスは、LM-GTEマシンでオールプロが基本となる現行のGTル・マン（GTLM）クラスを置き換えるもの[7]。
- 2023年限りでLM-GTEを廃止。

## ホモロゲーション取得車両一覧
| マニュファクチャラー | 車種                 | 画像 | 年        | 出典・備考                        |
| -------------------- | -------------------- | ---- | --------- | --------------------------------- |
| アストンマーティン   | V8 ヴァンテージ GTE  |      | 2012-2017 |                                   |
| アストンマーティン   | ヴァンテージ AMR GTE |      | 2018-2023 |                                   |
| BMW                  | Z4 GTE (E89)         |      | 2013-2015 |                                   |
| BMW                  | M6 GTLM (F13)        |      | 2016-2017 | IMSA スポーツカー選手権のみの公認 |
| BMW                  | BMW・M8 GTE (E92)    |      | 2018-2021 |                                   |
| シボレー             | コルベット C7.R      |      | 2014-2019 |                                   |
| シボレー             | コルベット C8.R      |      | 2020-2023 |                                   |
| ダッジSRT            | SRT・バイパー GTS-R  |      | 2012-2015 |                                   |
| フェラーリ           | 458イタリア GT       |      | 2011-2015 |                                   |
| フェラーリ           | 488 GTE/GTE Evo      |      | 2016-2023 |                                   |
| フォード             | GT (Mk.VIII)         |      | 2016-2019 |                                   |
| ロータス             | エヴォーラ GTE       |      | 2011-2012 |                                   |
| ポルシェ             | 911 GT3-RSR          |      | 2006-2012 |                                   |
| ポルシェ             | 911 RSR (991.1)      |      | 2013-2016 |                                   |
| ポルシェ             | 911 RSR (991.2)      |      | 2017-2019 |                                   |
| ポルシェ             | 911 RSR-19           |      | 2020-2023 |                                   |

## 参戦可能だったレース一覧
- ル・マン24時間レース
- FIA 世界耐久選手権（WEC）
- ヨーロピアン・ル・マン・シリーズ（ELMS）
- デイトナ24時間レース
- セブリング12時間レース
- IMSA ウェザーテック・スポーツカー選手権（IWSC）